# Бобровська сільська рада (Первомайський район)
Бобро́вська сільська рада (рос. Бобровский сельский совет) — сільське поселення у складі Первомайського району Алтайського краю Росії.
Адміністративний центр — село Бобровка.

## Населення
Населення — 5267 осіб (2019; 4599 в 2010, 4287 у 2002).

## Склад
До складу сільської ради входять:
| Населений пункт | Населення, осіб (2002) | Населення, осіб (2010) |
| --------------- | ---------------------- | ---------------------- |
| Лісний, селище  | 782                    | 810                    |
| Бобровка, село  | 2851                   | 3079                   |
| Сосновка, село  | 654                    | 710                    |